# Ministerie van Jeugd- en Sportzaken
Het ministerie van Jeugd- en Sportzaken is sinds 2025, en was van 2010 tot 2020 onder de naam ministerie van Sport- en Jeugdzaken, een ministerie aan de Frederik Derbystraat en de Prins Hendrikstraat in Paramaribo, Suriname.
Het Ministerie coördineert planmatig jeugd en sportbeleid. Daar waar een ander ministerie deze taken niet op zich nam, richt het zich op het gebied van sport en het jeugd op het beheer van accommodaties, de opleiding van kader, en een aanbod van subsidies. Verder richt het zich op jeugd buiten schoolverband.
Onder het ministerie vielen tot 2020 instituten als het Nationaal Jeugdinstituut, het Jeugdraad Suriname, de Regional Sports Academy en vakopleidingen.